# (3620) Платонов
(3620) Платонов (лат. Platonov) — типичный астероид главного пояса, открыт 7 сентября 1981 года советским астрономом Людмилой Карачкиной в Крымской астрофизической обсерватории и 31 мая 1988 года назван в честь писателя Андрея Платонова.

## Обнаружение и именование
(3620) Платонов
Открыт 7 сентября 1981 года в Научном Л. Г. Карачкиной.
Назван в память о писателе Андрее Платоновиче Платонове (1899—1951).
Оригинальный текст (англ.)3620 Platonov
Discovered 1981-09-07 by Karachkina, L. G. at Nauchnyj.
Named in memory of the writer Andrej Platonovich Platonov (1899—1951).
Источники: DISCOVERY.DB; M.P.C. 13176.

## Орбита

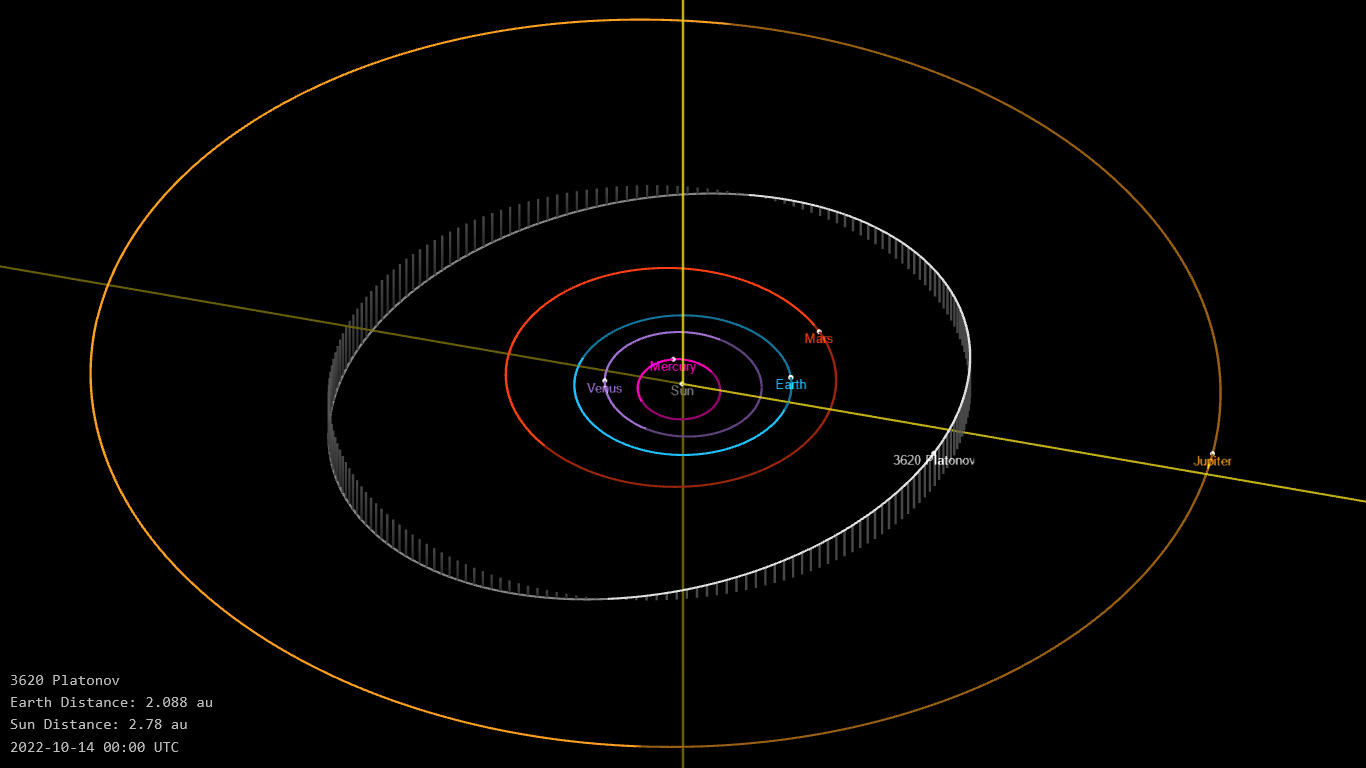
Орбита астероида Платонов и его положение в Солнечной системе

## Физические характеристики
Астероид относится к таксономическому классу K.
По результатам наблюдений в видимом и ближнем инфракрасном диапазоне космического телескопа NEOWISE и наблюдений в инфракрасном диапазоне спутника Akari диаметр астероида сначала оценивался равным 12,677±0,144 км, позже — 14,78±0,99 км и 11,399±0,205 км. Согласно тем же источникам альбедо оценивается как 0,1449±0,0092, 0,107±0,015 и 0,179±0,024.